# Возрождение (Крым)
Возрожде́ние (до 1948 года Но́вый Караба́й; укр. Відродження, крымскотат. Yañı Qarabay, Янъы Къарабай) — село в Кировском районе Республики Крым, входит в состав Золотополенского сельского поселения (согласно административно-территориальному делению Украины — Золотополенского сельского совета Автономной Республики Крым).

## Население
| 2001 | 2014 |
| ---- | ---- |
| 805  | ↘610 |

Всеукраинская перепись 2001 года показала следующее распределение по носителям языка
| Язык             | Процент |
| ---------------- | ------- |
| русский          | 66.46   |
| крымскотатарский | 20.87   |
| украинский       | 10.43   |
| белорусский      | 1.49    |
| другие           | 0.12    |

### Динамика численности
| - 1864 год — 89 чел. - 1892 год — 0 чел. - 1900 год — 24 чел. - 1915 год — 0 чел. - 1926 год — 120 чел. | - 1939 год — 271 чел. - 1989 год — 782 чел. - 2001 год — 805 чел. - 2009 год — 785 чел. - 2014 год — 610 чел. |

## Современное состояние
На 2017 год в Возрождении числится 9 улиц; на 2009 год, по данным сельсовета, село занимало площадь 49 гектаров на которой, в 302 дворах, проживало 785 человек. В селе действуют детский сад и клуб.

## География
Возрождение — село на западе района в степном Крыму, у границы с Советским районом, у места слияния Сухого и Мокрого Индолов, на левобережье, высота центра села над уровнем моря — 78 м. Ближайшие сёла — Приветное в 4,5 км на юго-восток, Золотое Поле около 5 км на юго-запад и Дятловка Советского района около 1 км на северо-восток. Райцентр Кировское — примерно в 29 километрах (по шоссе), там же ближайшая железнодорожная станция — Кировская (на линии Джанкой — Феодосия). Транспортное сообщение осуществляется по региональной автодороге 35Н-191 Возрождение — Золотое Поле (по украинской классификации — С-0-10502).

## История
Впервые в доступных источниках поселение, как Русский Карабай на территории Учкуйской волости Феодосийского уезда, встречается на картах 1836, на которой в деревне 18 дворов 1842 года, как «малая деревня», то есть, менее 5 дворов. В «Памятной книжке Таврической губернии за 1867 год» записано, что деревня Карабай была покинута жителями в 1860—1864 годах, в результате эмиграции крымских татар, особенно массовой после Крымской войны 1853—1856 годов, в Турцию и заселена турецкоподданными греками и русскими из крестьян. Согласно «Списку населённых мест Таврической губернии по сведениям 1864 года», составленному по результатам VIII ревизии 1864 года, Карабай (она же Ивановка) — владельческая русская и болгарско-греческая деревня с 25 дворами и 89 жителями при речке Мокром Эндоле. На трехверстовой карте 1865 года Карабай обозначен на месте нынешнего Возрождения так же с 25 дворами. 4 июня 1871 года были высочайше утверждены Правила об устройстве поселян-собственников (бывших колонистов)…, согласно которым образовывалась немецкая Цюрихтальская волость и Карабай вошёл в её состав, но, возможно, деревня вскоре опустела вовсе, поскольку в «Памятной книге Таврической губернии 1889 года» уже не значится.
Вновь селение встречается в «…Памятной книжке Таврической губернии на 1892 год» в списке экономий и разорённых деревень, жители коих живут в разных местах, где записан Карабай. В «…Памятной книжке Таврической губернии на 1902 год» значится находящаяся в частном владении немецкая экономия Карабай с населением 24 человека в 1 домохозяйстве. По Статистическому справочнику Таврической губернии. Ч.II-я. Статистический очерк, выпуск пятый Феодосийский уезд, 1915 год, в имении Карабай (наследников Кальмара А. К.) Цюрихтальской волости Феодосийского уезда числился двор без населения.
После установления в Крыму Советской власти, по постановлению Крымревкома от 8 января 1921 года была упразднена волостная система и село вошло в состав вновь созданного Владиславовского района Феодосийского уезда, а в 1922 году уезды получили название округов. 11 октября 1923 года, согласно постановлению ВЦИК, в административное деление Крымской АССР были внесены изменения, в результате которых округа ликвидировались и Владиславовский район стал самостоятельной административной единицей. Декретом ВЦИК от 4 сентября 1924 года «Об упразднении некоторых районов Автономной Крымской С. С. Р.» Владиславовский район в октябре 1924 года был преобразован в Феодосийский и село включили в его состав. Согласно Списку населённых пунктов Крымской АССР по Всесоюзной переписи 17 декабря 1926 года, в селе Карабай (вместе с артелью Ени-Кувет), Джума-Элинского сельсовета Феодосийского района, числилось 28 дворов, из них 27 крестьянских, население составляло 120 человек, из них 115 татар, 4 русских, 1 записан в графе «прочие», действовала татарская школа I ступени (пятилетка). Постановлением ВЦИК «О реорганизации сети районов Крымской АССР» от 30 октября 1930 года из Феодосийского района был выделен (воссоздан) Старо-Крымский район (по другим сведениям 15 сентября 1931 года) и село включили в его состав. В период коллективизации был создан колхоз «Имени XVII партсъезда». По данным всесоюзная перепись населения 1939 года в селе проживал 271 человек.
После освобождени Крыма от фашистов в апреле 1944 года, 12 августа того же года было принято постановление № ГОКО-6372с «О переселении колхозников в районы Крыма» и в сентябре того же года в село приехали первые переселенцы, 428 семей, из Тамбовской области, а в начале 1950-х годов последовала вторая волна переселенцев. 15 августа 1944 года колхоз «Имени XVII партсъезда» вошёл в Старокрымский виноградо-винодельческий совхоз, позже переименованный в совхоз «Золотое Поле». С 1954 года местами наиболее массового набора населения стали различные области Украины. С 25 июня 1946 года Новый Карабай в составе Крымской области РСФСР. Указом Президиума Верховного Совета РСФСР от 18 мая 1948 года, Новый Карабай переименовали в Возрождение. 26 апреля 1954 года Крымская область была передана из состава РСФСР в состав УССР. После ликвидации в 1959 году Старокрымского района село переподчинили Кировскому. Время включения в Золотополенский сельсовет пока не установлено: на 15 июня 1960 года село уже числилось в его составе. Указом Президиума Верховного Совета УССР «Об укрупнении сельских районов Крымской области», от 30 декабря 1962 года Кировский район был упразднён и село присоединили к Белогорскому. 1 января 1965 года, указом Президиума ВС УССР «О внесении изменений в административное районирование УССР — по Крымской области», вновь включили в состав Кировского. По данным переписи 1989 года в селе проживало 782 человека. С 12 февраля 1991 года село в восстановленной Крымской АССР, 26 февраля 1992 года переименованной в Автономную Республику Крым. С 21 марта 2014 года в составе Крыма аннексировано Россией.